# Panamees honkbalteam

Vlag van Panama.

Het Panamese honkbalteam is het nationale honkbalteam van Panama. Het team vertegenwoordigt Panama tijdens internationale wedstrijden. De manager is Héctor López.
Het Panamese honkbalteam hoort bij de Pan-Amerikaanse Honkbal Confederatie (COPABE). 

## Wereldkampioenschappen
Panama nam 26x keer (op 39 edities) deel aan de wereldkampioenschappen honkbal. Hierbij werd drie keer een medaille behaald, zilver in 2003 en brons in 1945 en 2005. Panama was in 2011 gastheer van dit kampioenschap.
| Editie    | 1941 | 1943 | 1944   | 1945  | 1947 | 1948 | 1950 | 1951 | 1952 | 1953   | 1961  | 1965 | 1969 |
| Prestatie | 4e   | 4e   | 4e     | Brons | 6e   | 5e   | 4e   | 7e   | 4e   | 5e     | 4e    | 4e   | 6e   |
|           |      |      |        |       |      |      |      |      |      |        |       |      |      |
| Editie    | 1971 | 1972 | 1973 * | 1976  | 1982 | 1984 | 1994 | 1998 | 2001 | 2003   | 2005  | 2007 | 2011 |
| Prestatie | 5e   | 5e   | 5e     | 9e    | 7e   | 6e   | 8e   | 10e  | 5e   | Zilver | Brons | 9e   | 8e   |

*  WK in Cuba 

### World Baseball Classic
Panama nam in 2006 en 2009 deel aan de World Baseball Classic. Beide toernooien kwam het niet door de eerste ronde. Voor het toernooi van 2013 slaagden ze er niet in zich via kwalificatie te plaatsen. Ook voor 2017 en 2023 lukte dat niet.
| Editie    | 2006 | 2009 | 2013 | 2017 | 2023 |
| Prestatie | 14e  | 15e  | *    | *    | *    |

*  Niet geplaatst via het kwalificatietoernooi 

### Pan-Amerikaanse Spelen
Panama nam zes keer deel aan de Pan-Amerikaanse Spelen, ze behaalden nooit de play-offs.
| Editie    | 1983 | 1995 | 1999 | 2003 | 2007 | 2011 | 2015 | 2019 | 2023 |  |
| Prestatie | 5e   | 5e   | 5e   | 5e   | 5e   | 8e   | -    | -    | TBD  |  |

-  = geen deelname 